# Ibrahim ibn Taszfin
Ibrahim ibn Taszfin (arab. إبراهيم بن تاشفين; zm. 1145 w Oranie) – władca Maroka z dynastii Almorawidów, syn i następca Taszfina ibn Alego. Zginął po kilku miesiącach rządów w walce przeciw Almohadom pod Oranem. Jego następcą został Ishak ibn Ali, za którego rządów dokonał się ostateczny upadek dynastii.